# William J. Fetterman

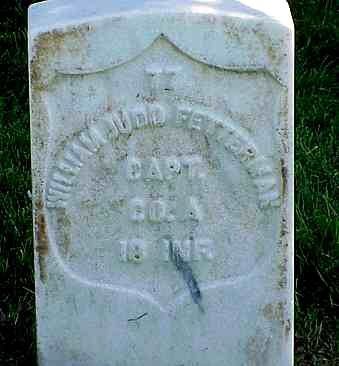
Lápida de William J. Fetterman, cementerio nacional de Little Bighorn

William Judd Fetterman (1833? – 21 de diciembre de 1866) fue un oficial del Ejército de Estados Unidos durante la Guerra Civil Americana y la subsecuente Guerra de Nube Roja en las Grandes Llanuras. Fetterman y su mando inmediato fueron asesinados durante la Masacre de Fetterman. 

## Biografía
Fetterman nació probablemente en New London, Connecticut, aunque existe cierta incertidumbre al respecto. Su padre era un oficial de carrera en el Ejército Alemán de Pensilvania. Durante la Guerra Civil, hacia mayo de 1861, Fetterman se alistó en el Ejército de la Unión localizado en Delaware, y ascendió rápidamente al rango de primer teniente. Allí, sirvió en el primer batallón del 18º Regimiento de Infantería durante toda la guerra, fue dos veces condecorado por conducta ejemplar y la terminó con el grado de teniente coronel. Después de la guerra, eligió permanecer en el ejército regular y fue asignado como capitán en el segundo batallón del regimiento al cual pertenecía. En noviembre de 1866, el regimiento estaba estacionado en el Fuerte Phil Kearny con la tarea de proteger a los inmigrantes que viajan a los campos de oro del territorio de Montana a lo largo de la Ruta Bozeman.

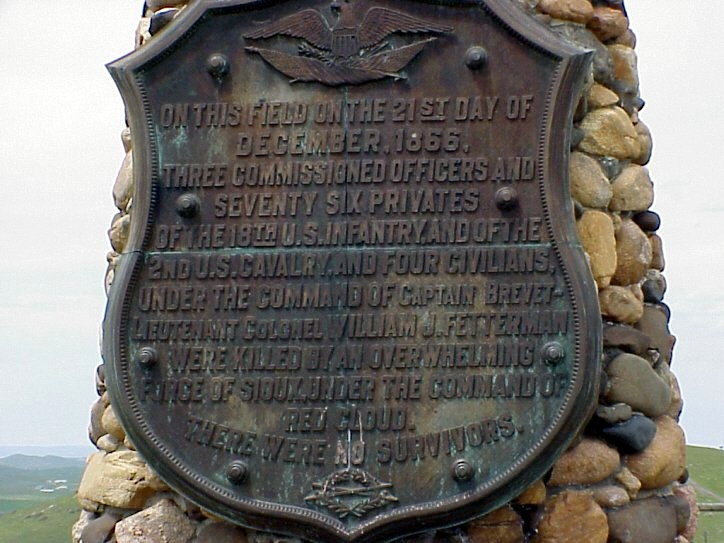
Placa en el sitio de la Masacre de Fetterman

El 21 de diciembre de 1866 una gran banda de Cheyenne y Sioux, incluyendo a Caballo Loco y bajo el liderazgo de Nube Roja, atacaron un tren de madera cerca del fuerte. A pesar de su falta de familiaridad con las condiciones de la frontera y los métodos de lucha contra los indios, Fetterman tomó el mando de una fuerza de reacción compuesta  por el exteniente del batallón Frederick Brown, el 2º teniente George Grummond, 49 soldados alistados en el regimiento, 27 hombres del 2º Regimiento de Caballería y dos exploradores civiles, para un total de 80 hombres. Haciendo caso omiso de sus órdenes de no aventurarse más allá de Lodge Trail Ridge (fuera de la vista y distancia de apoyo del fuerte), Fetterman persiguió una pequeña banda de sioux y cayó en una emboscada encontrándose de frente con una fuerza compuesta de 2000 indios. En apenas 20 minutos, Fetterman y sus hombres habían sido aniquilados.
La Masacre de Fetterman, como el encuentro se dio a conocer, fue el segundo en notoriedad, solo superado por la desastrosa derrota de  Custer en 1876. Debido al desastre, se procesó para destitución al comandante de Fetterman, Henry B. Carrington, quien fue acusado inicialmente por el hecho, pero finalmente fue exonerado. La tumba de Fetterman se encuentra en el Cementerio Nacional. en el Monumento Nacional del Campo de Batalla de Little Bighorn. Al momento de su muerte nunca se había casado ni dejó herederos, por lo que su pensión fue enviada a su madre.

## Tributos
En 1867, el ejército designó un nuevo puesto de avanzada en el Territorio de Dakota con el nombre de "Fuerte Fetterman" en honor del oficial emboscado. También hay una calle Fetterman y un camino Fetterman en Laramie, Wyoming. Así mismo, el actor Robert Fuller interpretó el papel de Fetterman en el episodio Masacre en el Fuerte Phil Kearny, que salió al aire el 26 de octubre de 1966, en la serie de televisión antóloga de NBC, Bob Hope Presents the Chrysler Theatre; otros que aparecieron en segmento fueron Richard Egan y Phyllis Avery como el Coronel Henry Carrington y su esposa, Margaret Carrington, Robert Pine y el teniente Brown, y Carroll O 'Connor como el Capitán Ted Eyck.